# Gail Devers
Yolanda Gail Devers (* 19. November 1966 in Seattle, Washington) ist eine ehemalige Leichtathletin aus den Vereinigten Staaten.

## Biografie
Devers war eine vielversprechende Medaillenhoffnung bei den Olympischen Spielen 1988 in Seoul, doch dann bekam sie Gesundheitsprobleme. Sie litt unter anderem an starker Migräne und verlor einen Teil ihrer Sehkraft. Zwar qualifizierte sie sich für den 100-Meter-Hürdenlauf, kam aber nur bis ins Halbfinale. Ihr Gesundheitszustand verschlechterte sich zusehends. 1990 wurde bei ihr Morbus Basedow diagnostiziert und Devers begann eine Bestrahlungstherapie.
Devers erholte sich sehr rasch und nahm das Training wieder auf. Bei den Weltmeisterschaften 1991 gewann sie Silber über 100 Meter Hürden. Bei den Olympischen Spielen 1992 in Barcelona gewann Devers den 100-Meter-Lauf äußerst knapp vor der Jamaikanerin Juliet Cuthbert. In ihrer eigentlich stärkeren Disziplin, dem 100-Meter-Hürdenlauf, führte sie bis kurz vor Schluss, strauchelte aber an der letzten Hürde und kam als Fünfte ins Ziel. Bei den Weltmeisterschaften 1993 gewann Devers sowohl über 100 Meter als auch über 100 Meter Hürden. Den Hürden-Weltmeistertitel konnte sie 1995 verteidigen.
Die Olympischen Spiele 1996 in Atlanta verliefen für Devers fast exakt gleich wie vier Jahre zuvor. Im 100-Meter-Rennen setzte sie sich erneut in einem Fotofinish durch (diesmal vor Merlene Ottey). In ihrer eigentlichen Paradedisziplin 100 Meter Hürden verpasste sie erneut eine Medaille und wurde Vierte. Mit der 4-mal-100-Meter-Staffel gewann Devers eine zweite Goldmedaille.
Danach konzentrierte sich Devers auf die Hürden und gewann 1999 erneut den Weltmeistertitel. Bei den Olympischen Spielen 2000 in Sydney musste sie vor dem Halbfinale verletzt aufgeben. Bei den Olympischen Spielen 2004 in Athen wollte sie noch einmal eine Medaille über 100 Meter und 100 Meter Hürden gewinnen, scheiterte jedoch jeweils in den Vorläufen.
Zu ihren Markenzeichen gehörten insbesondere äußerst lange und bunte Fingernägel.

## Persönliche Bestleistungen
- 60 m – 6,95 s
- 100 m – 10,82 s
- 200 m – 22,71 s
- 400 m – 52,66 s
- 800 m – 2:11,07 min
- 100 m Hürden – 12,33 s
- 400 m Hürden – 59,26 s
- Weitsprung – 6,77 m
- Dreisprung – 12,97 m